# Napomyza nigricoxa
Napomyza nigricoxa este o specie de muște din genul Napomyza, familia Agromyzidae, descrisă de Zlobin în anul 1993.
Este endemică în Mongolia. Conform Catalogue of Life specia Napomyza nigricoxa nu are subspecii cunoscute.